# Saint-Clément-sur-Durance
 Saint-Clément-sur-Durance  es una comuna y población de Francia, en la región de Provenza-Alpes-Costa Azul, departamento de Altos Alpes, en el distrito de Briançon y cantón de Guillestre. Está integrada en la Communauté de communes du Guillestrois .

## Demografía
| 265 | 227 | 195 | 205 | 191 | 229 |
| Para los censos de 1962 a 1999 la población legal corresponde a la población sin duplicidades (Fuente: INSEE [Consultar]) |     |     |     |     |     |